# Coccoloba williamsii
Coccoloba williamsii Standl. – gatunek rośliny z rodziny rdestowatych (Polygonaceae Juss.). Występuje naturalnie w Kolumbii, Ekwadorze oraz Peru. 

## Morfologia
PokrójWiecznie zielone drzewo lub krzew. Dorasta do 8 m wysokości.
LiścieIch blaszka liściowa jest skórzasta i ma owalny, podłużnie owalny lub eliptycznie owalny kształt. Mierzy 12–20 cm długości oraz 7–12 cm szerokości, jest całobrzega, o rozwartej nasadzie i wierzchołku od tępego do niemal spiczastego.
OwoceMają jajowato kulisty kształt i purpurową barwę, osiągają 5–6 mm długości.

## Biologia i ekologia
Rośnie w lasach, na terenach nizinnych.